# Résonance cyclotron
La résonance cyclotron électronique (ECR pour electron cyclotron resonance) est un phénomène observé aussi bien en physique des plasmas qu'en physique de la matière condensée. Un électron dans un champ magnétique statique et uniforme se déplace sur un cercle en raison de la force de Lorentz. Le mouvement circulaire peut être superposé à un mouvement uniforme axial, résultant en une hélice, ou avec un mouvement uniforme perpendiculaire au champ, par exemple, en présence d'un champ électrique ou gravitationnel, résultant en une cycloïde. La pulsation (ω = 2π  f ) de ce cyclotron pour un champ magnétique donné B est donnée en unités SI par la formule suivante :
{\displaystyle \omega _{ce}={\frac {eB}{m}}}.
où la charge élémentaire e vaut 1,602 × 10-19 coulombs, la masse de l'électron m  vaut 9,109 × 10 -31 kg, le champ magnétique B est mesuré en teslas, et la pulsation ω est mesurée en radians par seconde.
Pour un rayonnement micro-onde classique de fréquence 2,45 GHz, la condition de résonance est remplie lorsque B = 875 G = 0,0875 T.
Pour des particules de charge q, une masse au repos m0 se déplaçant à des vitesses relativistes  v, la formule doit être ajustée en fonction de la théorie de la relativité selon :
{\displaystyle \omega _{ce}={\frac {qB}{\gamma \cdot m_{0}}}}
où
{\displaystyle \gamma ={\frac {1}{\sqrt {1-(v/c)^{2}}}}}.

## En physique des plasmas
Un plasma ionisé peut être efficacement produit ou chauffé en superposant un champ magnétique statique et un champ électromagnétique à haute fréquence à la fréquence de résonance du cyclotron d'électrons. Dans les champs magnétiques toroïdaux utilisés dans la fusion par confinement magnétique, le champ magnétique décroît avec le rayon majeur, si bien que l'emplacement du dépôt de puissance peut être contrôlé dans une zone d'un centimètre environ. En outre, la puissance de chauffage peut être rapidement modulée et est déposée directement dans les électrons. Ces propriétés font du chauffage cyclotron électronique un outil de recherche précieux pour les études de transport d'énergie. En plus du chauffage, les ondes cyclotron électronique peuvent être utilisées pour l'entraînement du courant. Le processus inverse d'émission cyclotron électronique peut être utilisé comme un diagnostic (en) du profil de température électronique radial.

## Sources d'ions ECR
Depuis le début des années 1980, à la suite du travail de pionnier primé accompli par le Dr Richard Geller (en), le Dr Claude Lyneis (de) et le Dr H. Postma, respectivement du Commissariat à l'énergie atomique, du Lawrence Berkeley National Laboratory et du Oak Ridge National Laboratory, l'utilisation de la résonance cyclotron électronique pour la génération de plasma efficace, en particulier pour obtenir un grand nombre d'ions multichargés, a acquis une importance unique dans divers domaines technologiques. De nombreuses et diverses activités dépendent de la technologie de résonance cyclotron électronique, dont :
- le traitement du cancer avancé, où les sources d'ions (en) sont essentielles pour la protonthérapie,
- la fabrication des semi-conducteurs, en particulier pour les mémoires de haute densité DRAM, par gravure au plasma ou d'autres techniques de traitement au plasma,
- les dispositifs de propulsion électrique pour la propulsion spatiale, où un large éventail de dispositifs (HiPEP, certains propulseurs ioniques ou propulseurs à plasma sans électrode),
- pour les accélérateurs de particules, la séparation de masse en ligne et la production d'ions radioactifs chargés[3],
- et, comme exemple plus terre à terre, la peinture des pare-chocs en plastique pour les voitures.

La source d'ions ECR fait usage de la résonance cyclotronique des électrons pour chauffer un plasma. Les micro-ondes sont injectées dans un volume, à la fréquence correspondant à la résonance cyclotron électronique définie par un champ magnétique appliqué à une région à l'intérieur du volume. Le volume contient un gaz à basse pression. Les micro-ondes chauffent les électrons libres dans les gaz qui entrent ensuite en collision avec les atomes ou les molécules du gaz dans le volume et provoquent leur ionisation.
Les ions produits correspondent au type de gaz utilisé. Le gaz peut être pur, composé, ou être une vapeur d'un matériau solide ou liquide.
La source d'ions ECR est en mesure de produire des ions simplement chargés avec des intensités élevées (par exemple des ions H+ et D+ de plus de 100 mA en mode continu en utilisant une source d'ions ECR 2,45 GHz).
Pour les ions multi-chargés, la source d'ions ECR a l'avantage de pouvoir confiner les ions assez longtemps pour que les collisions multiples aient lieu (conduisant à l'ionisation multiple) et que la basse pression du gaz dans la source évite la recombinaison. La source d'ions ECR VENUS au Lawrence Berkeley National Laboratory a produit une intensité de 0,25 mA de Bi29+ .
Certaines de ces applications industrielles n'existeraient même pas sans l'utilisation de cette technologie fondamentale, ce qui font des sources plasma et ioniques par résonance cyclotron électronique l'une des technologies importantes du monde d'aujourd'hui.

## En physique de la matière condensée
Dans un solide, dans l'équation de la fréquence cyclotron donnée ci-dessus, la masse est remplacée par le tenseur de masse effective {\displaystyle {\begin{Vmatrix}m^{*}\end{Vmatrix}}}. La résonance cyclotron est donc une technique utile pour mesurer la masse effective et la section de la surface de Fermi dans les solides. Dans un champ magnétique suffisamment élevé à basse température dans un matériau relativement pur :
{\displaystyle {\begin{matrix}\omega _{ce}>1/\tau \\\hbar \omega _{ce}>k_{B}T\\\end{matrix}}}
où {\displaystyle \tau } est durée de vie de diffusion du transporteur, {\displaystyle k_{B}} est la constante de Boltzmann et {\displaystyle T} est la température. Lorsque ces conditions sont remplies, un électron achèvera son orbite cyclotron sans s'engager dans une collision, dans ce cas il est dit dans un niveau de Landau bien défini.